# Col de Molteno
Le col de Molteno est un col de montagne dans la province du Cap-Occidental en Afrique du Sud.

## Géographie

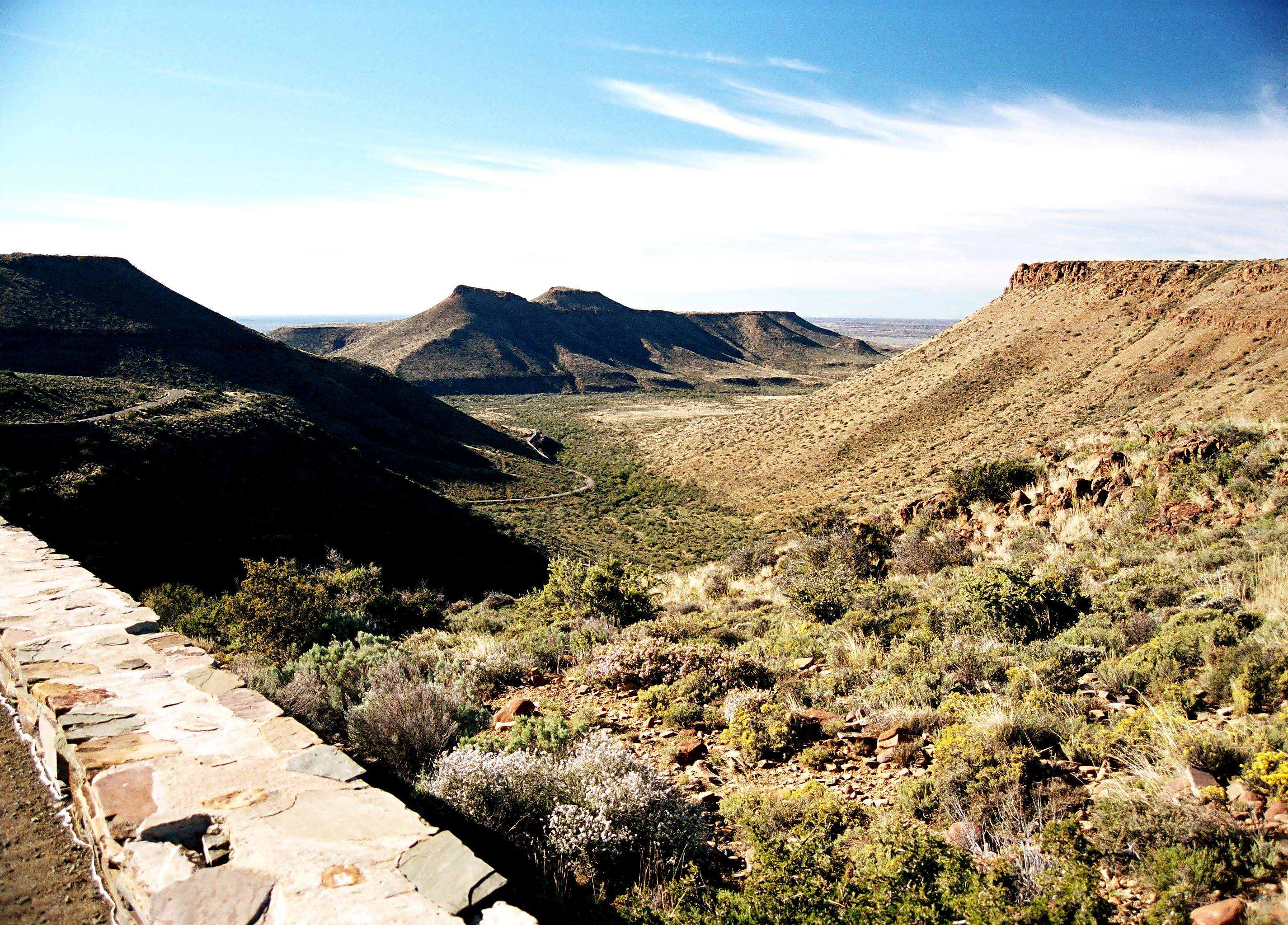
Vue depuis les monts Nuweveld, le plateau du Karoo au loin.

Le col est situé sur la R381, entre Beaufort West dans le Cap-Occidental et Loxton dans le Cap-Nord. La route passe par le parc national du Karoo et Victoria West.

## Histoire
Il est considéré comme le plus ancien col routier d’Afrique du Sud. Il fut aménagé pour traverser les monts Nuweveld, reliant ainsi le Karoo central et sa plus ancienne ville Beaufort West, aux vastes étendues du Cap-Nord. Il fut achevé en mai 1881 et porte le nom d’un entrepreneur et agriculteur local, John Molteno, qui joua un rôle déterminant dans le développement de la région dans les années 1800. John Molteno représenta également la région au Parlement et devint le premier Premier ministre du Cap.